# 绥州
绥州，中国西魏到北宋设置一个州，治所在今陕西省绥德县。
西魏設置綏州。隋朝成立初設置綏州管轄4郡10县。605年（大業元年）与银州統合改称上州，607年（大業3年）郡制施行，改称雕陰郡。下部管轄11县。
| 州 | 綏州                      | 綏州          | 綏州                 | 綏州   | 銀州   | 銀州          | 郡 | 雕陰郡                                                                     |
| 郡 | 安寧郡                    | 安政郡        | 撫寧郡               | 綏德郡 | 真乡郡 | 开光郡        | 县 | 上县 大斌县 城平县 開疆县 撫寧县 延福县 綏德县 真乡县 开光县 銀城县 儒林县 |
| 县 | 上县 安寧县 安人县 義良县 | 大斌县 城平县 | 開疆县 撫寧县 延陵县 | 綏德县 | 真乡县 | 開光县 銀城县 | 县 | 上县 大斌县 城平县 開疆县 撫寧县 延福县 綏德县 真乡县 开光县 銀城县 儒林县 |

617年（大業13年），梁師都建立梁朝，綏州在他的勢力範围。唐高祖武德三年（620年）于延州丰林县（今陕西省延安市东北）境僑置绥州、六年（622年）移治延川县（今延川县）界，七年（623年）又移治魏平县废城（子长县东南）。唐太宗贞观二年（628年）梁師都灭亡，复治上县（天宝年间改龙泉县，今绥德县）。归关内道管轄下，管轄5县。辖境约今陕西省绥德县、吴堡县、清涧县、子洲县及子长县部分地区。天宝元年（742年）改为上郡，乾元元年（758年）复为绥州。唐末五代属党项族的定难节度使（夏绥）。北宋中叶从西夏手中收复，改绥州为绥德军。
唐朝绥州刺史
- 刘大俱（624年）
- 郭福始（贞观初年）
- 杨琮（贞观年间）
- 陈挺（贞观年间）
- 元宝琳（贞观年间）
- 王大礼（乾封年间）
- 韦玄福（高宗时）
- 李明（高宗时）
- 陆元方（695年）
- 何某（武周、中宗时）
- 窦承孝（717年）
- 郭敬之（738年）
- 裴之庆（玄宗时）
- 薛直（肃宗、代宗时）
- 敬琬（贞元、元和时）